# One Way... or Another
One Way... or Another è il secondo album discografico del gruppo musicale hard rock statunitense Cactus, pubblicato dalla Atco Records nel 1971.

## Tracce
Tutte le tracce sono di Appice, Bogert, Day, McCarty tranne dove indicato.
1. Long Tall Sally (Robert "Bumps" Blackwell, Enotris Johnson, Richard Penniman) – 5:54
2. Whatever You Feel Like – 4:00
3. Rock & Roll Children – 5:44
4. Big Mama Boogie – 5:29
5. It Feels So Bad (Chuck Willis) – 5:31
6. A Song for Aries – 3:05
7. Hometown Bust – 6:39
8. 1 Way or Another – 5:06

## Formazione
- Tim Bogert - basso, cori, voce
- Carmine Appice - batteria, percussioni, cori
- Jim McCarty - chitarra
- Rusty Day - voce, armonica